# Кемпіна (Груєцький повіт)
Кемпіна (пол. Kępina) — село в Польщі, у гміні Груєць Груєцького повіту Мазовецького воєводства.
Населення — 182 особи (2011).
У 1975-1998 роках село належало до Радомського воєводства.

## Демографія
Демографічна структура станом на 31 березня 2011 року:
|          | Загалом | Допрацездатний вік | Працездатний вік | Постпрацездатний вік |
| -------- | ------- | ------------------ | ---------------- | -------------------- |
| Чоловіки | 92      | 20                 | 62               | 10                   |
| Жінки    | 90      | 16                 | 55               | 19                   |
| Разом    | 182     | 36                 | 117              | 29                   |